# Jijona
Jijona (Xixona in catalano valenciano) è un comune spagnolo situato nella comunità autonoma Valenciana.
È noto per un suo prodotto dolciario, il torrone morbido.